# جورج س. جنكينز
جورج س. جنكينز (بالإنجليزية: George C. Jenkins)‏ هو مخرج فني أمريكي، ولد في 19 نوفمبر 1908 في بالتيمور في الولايات المتحدة، وتوفي في 6 أبريل 2007 في سانتا مونيكا في الولايات المتحدة.

## وصلات خارجية
- جورج س. جنكينز على موقع IMDb (الإنجليزية)
- جورج س. جنكينز على موقع قاعدة بيانات برودواي على الإنترنت (الإنجليزية)
- جورج س. جنكينز على موقع قاعدة بيانات الفيلم (الإنجليزية)